# Cerdeña Nación Independencia
Cerdeña Nación Independencia (Sardigna Natzione Indipendentzia en sardo), es un partido político de ideología independentista en la isla de Cerdeña.  El partido fue fundado en 1994 en Nuoro.  Surgió con la denominación de Sardigna Natzione (Cerdeña Nación) de Anghelu Caria y de otras cuarenta personalidades provenientes del Partido Independentista Sardo, obteniendo la actual denominación a partir del congreso de julio de 2002.
Activo electoralmente principalmente en Cerdeña, está presente en fuera de ésta con la presencia de emigrantes, presentes sobre todo en el centro norte de Italia. 
La comunicación oficial entre los órganos del movimiento y sus militantes se da casi totalmente en idioma sardo.  El uso del idioma italiano está limitado a la comunicación con el exterior y al debate político, buscando incentivar el uso de la lengua sarda.

## No colaboración con los partidos italianistas y unionistas
Uno de los puntos más importantes de la acción política está constituido por el "Principio de la no colaboración" con las llamadas fuerzas italianistas y unionistas.  Con estas dos definiciones se entiende aquellas fuerzas políticas operantes en Cerdeña como sucursales locales de los partidos italianos y que por lo tanto responden a las secretarías italianas.

## Promoción de lasardinizaciónde la política sarda y la lucha al ascarismo
Existe en cambio una amplia apertura a aquellas fuerzas políticas sardas, no necesariamente independentistas, pero autenticamente autonomistas, que poseen una dirección sarda y cuyos objetivos son buscar la autonomía de Cerdeña. Con esto, Cerdeña Nación Independencia no se presenta como el único partido independentista, pero promueve desde su fundación la constitución de un Polo Natzionalitarioque contrasta con los pactos con la derecha y la izquierda italiana. Auspicia el nacimiento de nuevos personajes políticos nacionales, o la transformación en sentido nacional de las delegaciones sardas en los partidos italianos existentes. Este proceso se ha venido realizando desde hace algunos años con el nacimiento de fuerzas políticas sardas declaradamente autonomistas, como Fortza Paris inspirado en la tradición popular y el nacionalismo del Partido Nacionalista Vasco y Progetto Sardegna, fundado por Renato Soru, ligado a los valores de la izquierda, progresista y autonomista.
- Datos: Q5762539